# Helaeomyia cressoni
Helaeomyia cressoni är en tvåvingeart som först beskrevs av Mercedes Lizarralde de Grosso 1982.
Helaeomyia cressoni ingår i släktet Helaeomyia och familjen vattenflugor. Inga underarter finns listade i Catalogue of Life.